# Wilhelm Hopfgarten

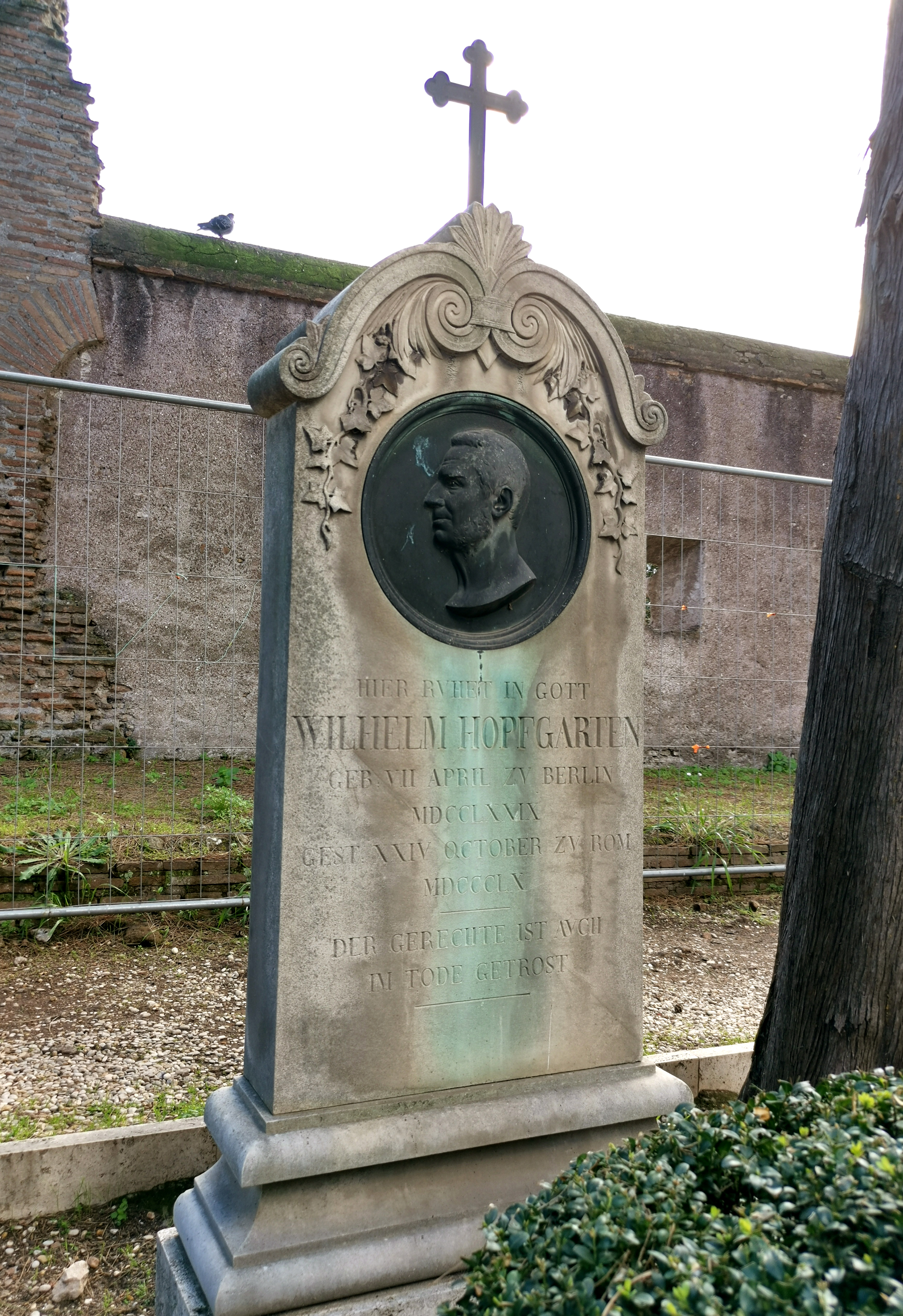
Grab auf dem Nichtkatholischen (Protestantischen) Friedhof Rom

Wilhelm Hopfgarten (* 7. April 1789 in Berlin; † 24. Oktober 1860 in Rom) war ein deutscher Bronzegießer.

## Leben
Nach den frühen Tod seines Vaters, eines Seidenwirkers, wurde er bei seinem Onkel, dem Gelbgießer Heimlinger erzogen. Bei ihm erhielt er eine Ausbildung im Gelbguss und im Ziselieren. Zugleich besuchte er die Zeichenschule für Handwerker an der Akademie der Künste Berlin als Schüler von Ferdinand Collmann. Um 1804 reiste er nach Paris und danach nach Rom. 1805 gründete er mit seinem Kollegen Benjamin Ludwig Jollage (1781–1837) eine Giesserei und Ziselier-Werkstatt. Ab 1808 befand sie sich in der Via due Macelli. Ihre verkleinerten Abgüsse antiker Werke wurden in ihrer Genauigkeit und Güte als Andenken an die Grand Tour sehr geschätzt. In Rom wirkende Bildhauer wie Bertel Thorvaldsen und Antonio Canova ließen ihre Entwürfe bei ihnen gießen. Auch restaurierte seine Werkstatt antike Bronzen.
Sein älterer Bruder in Berlin Heinrich Hopfgarten war ebenfalls Bronzegießer. Dessen Sohn Emil Alexander Hopfgarten bildete Wilhelm in seiner römischen Werkstatt aus.
Die Gründung der evangelisch-lutherischen Gemeinde Roms förderte er seit 1819 neben Barthold Georg Niebuhr und Christian Karl Josias von Bunsen als drittes Mitglied des neugegründeten Presbyteriums.
Begraben liegt er auf dem Protestantischen Friedhof Roms.

## Werke (Auswahl)
- 1820 Statue des Sir Thomas Maitland von Thorwaldsen, Korfu
- 1820 Neuguss der Bronzetüren von Sankt Paul vor den Mauern in Rom
- Arbeiten am Hochaltar des Petersdomes und der Kirche Il Gesù
- 1823 Kapitolinischer Amor (Cupido), Abguss, Luiseninsel im Park des Schlosses Charlottenburg in Berlin
- 1825 Tafelaufsatz nach Statuen Thorvaldsens für Christian VIII., Schloss Amalienborg[2]
- 1828 Kopie des Betenden Knaben des Boidas, seit 1846 in Sanssouci, Potsdam
- 1832 Taufbecken der Christuskirche in Rom nach dem Entwurf Johann Michael Knapps
- 1835 Guss der Miguel-de-Cervantes-Statue von Antonio Solá, Plaza de las Cortes, Madrid
- 1844–1848 Bronzegefässe nach antiken Vorbildern für das Pompejanum in Aschaffenburg